# Privatbrauerei Gebr. Mayer
Die Privatbrauerei Gebr. Mayer GmbH & Co. KG ist eine Brauerei in der Altstadt des Ludwigshafener Stadtteils Oggersheim. Sie ist die älteste Brauerei der Pfalz und das am längsten bestehende Unternehmen in Ludwigshafen.

## Geschichte
Christian Ludwig Christ richtete 1846 erstmals entlang der Kreuzgasse eine kleine Brauerei ein. Eine Tochter Christs heiratete Carl Daniel Mayer aus Alzey und dieser trat 1866 als Gesellschafter in ein. Die Brauerei erhielt den Namen Christ & Mayer. 1872 wurde Christ & Mayer aufgelöst und die Brauerei gemeinsam von Carl Daniel Mayer und seinem Bruder Fritz Mayer (1848–1899) als Gebrüder Mayer weitergeführt, so dass die Brauerei seither den Namen Gebr. Mayer trägt. 
Die Brüder Heinrich Mayer (1876–1955), Wilhelm Mayer (1877–1931) und Albert Mayer (1879–1929) waren von 1904 bis 1929 geschäftsführende Teilhaber der Brauerei. 1929 stieg Hans Mayer (1908–1964), Sohn von Willy Mayer, ein und 1933 Fritz Mayer (1907–1955), Sohn von Albert Mayer. In den 1960er Jahren übernahmen Hans-Dieter (Sohn von Hans Mayer) und Hans-Gerd Mayer (Sohn von Fritz Mayer) das Unternehmen. 
Die aktuelle Leitung haben die Brüder Frank und Hans-Jörg Mayer. Die Mayer-Biere sind überwiegend im Raum Ludwigshafen erhältlich. Aus Umweltschutzgründen wird das Bier nur in Mehrweggebinden abgefüllt. Heute werden insgesamt 17 Biersorten produziert. Beliebteste Sorte ist das Kellerbier. Das Pilsener erhielt 2011 den Goldenen Preis der DLG. Neueste Sorten sind die 2011 eingeführten Pfalzstoff und das alkoholfreie Weizen.

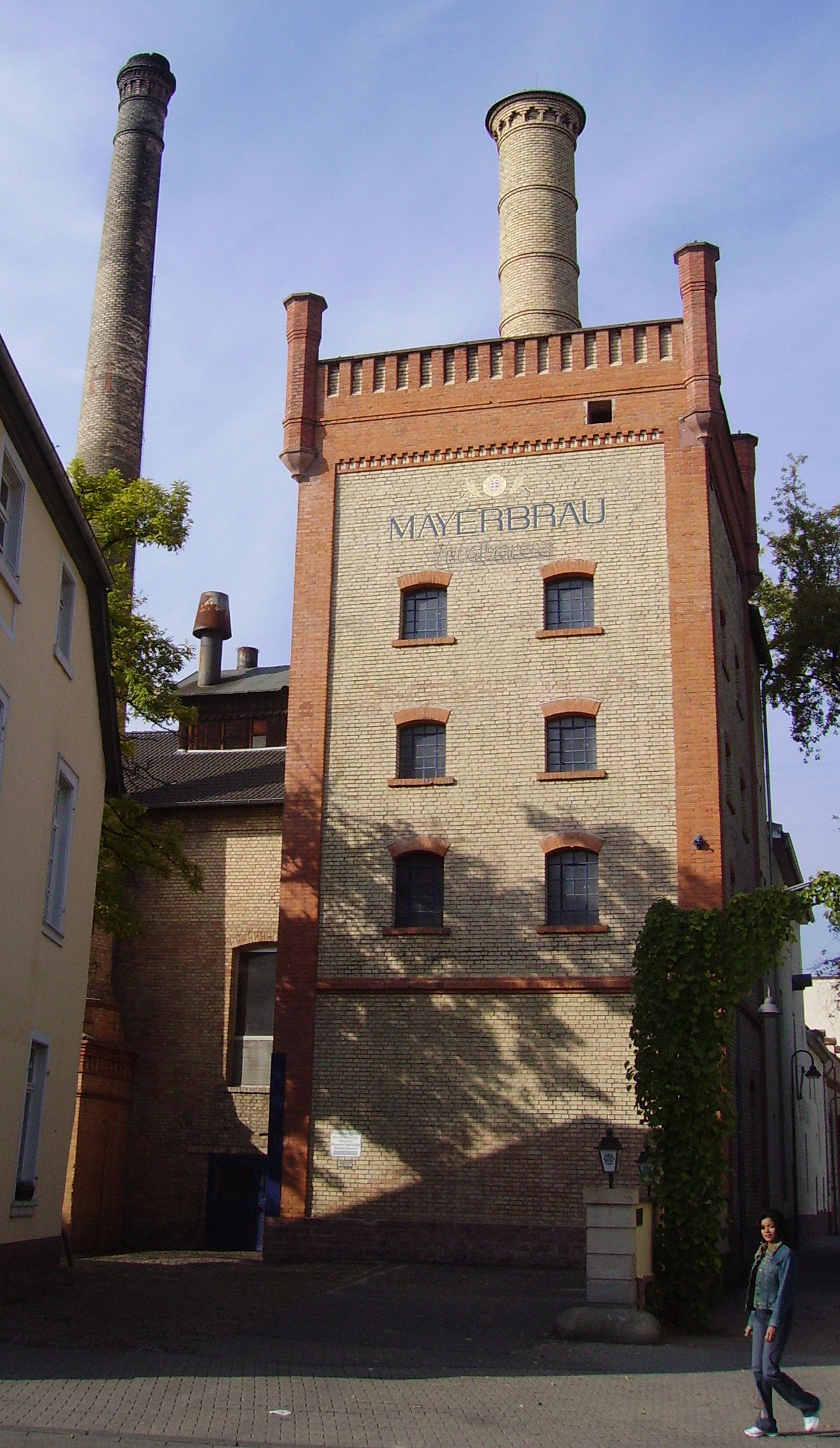
Brauerei
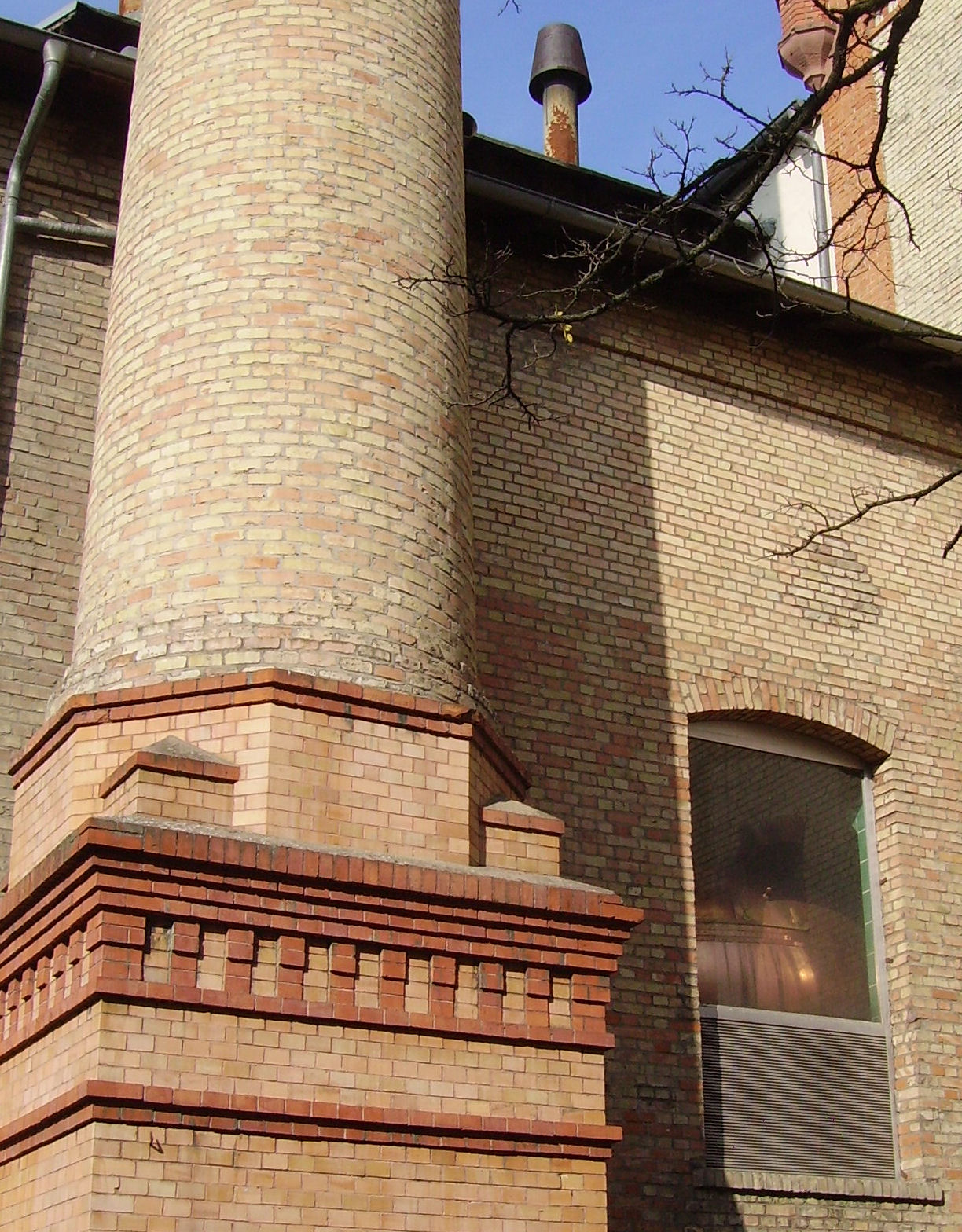
Schornstein und Braukessel

## Sonstiges
Die Brauerei ist Mitglied im Brauring, einer Kooperationsgesellschaft privater Brauereien aus Deutschland, Österreich und der Schweiz.